# Бумчи, Альдо
Альдо Тонин Бумчи (алб. Aldo Tonin Bumçi; род. 11 июня 1974, Тирана) — албанский политик, член Демократической партии.
Бумчи учился в Билькентском университете в Анкаре. С 2005 года он являться членом парламента Албании. С 2005 по 2007 год он был министром юстиции, с 2011 по 2013 — министром туризма, культуры, молодежи и спорта в правительстве Сали Бериши. 4 апреля 2013 он стал министром иностранных дел, оставил пост 15 сентября того же года, после победы социалистов на парламентских выборах в июне.